# Copa Sevilla 2022 - Doppio
David Vega Hernández e Mark Vervoort erano i detentori del titolo ma hanno deciso di non partecipare.
In finale Román Andrés Burruchaga e Facundo Díaz Acosta hanno sconfitto Nicolás Álvarez Varona e Alberto Barroso Campos con il punteggio di 7-5, 6(8)–7, [10-7].

## Teste di serie
1. Luis David Martínez /  Cristian Rodríguez (primo turno)
2. Fabian Fallert /  Bart Stevens (semifinale)

1. Karol Drzewiecki /  Patrik Niklas-Salminen (primo turno)
2. Boris Arias /  Federico Zeballos (primo turno)

## Wildcard
1. Javier Barranco Cosano /  Benjamin Winter Lopez (primo turno)

1. Jack Vance /  Tennyson Whiting (primo turno)

## Tabellone

### Legenda
| - Q = Qualificato - WC = Wild card - LL = Lucky loser | - ALT = Alternate - SE = Special Exempt - PR = Protected Ranking | - w/o = Walkover - r = Ritirato - d = Squalificato |

|  | Primo turno | Primo turno                       | Primo turno                       | Primo turno | Primo turno |  |  | Quarti di finale | Quarti di finale                  | Quarti di finale                  | Quarti di finale            | Quarti di finale |    |      | Semifinali | Semifinali                                  | Semifinali | Semifinali                                    | Semifinali |   |     | Finale | Finale | Finale | Finale | Finale |  |
|  |             |                                   |                                   |             |             |  |  |                  |                                   |                                   |                             |                  |    |      |            |                                             |            |                                               |            |   |     |        |        |        |        |        |  |
|  | 1           | LD Martínez C Rodríguez           | 63                                | 6           | [7]         |  |  |                  |                                   |                                   |                             |                  |    |      |            |                                             |            |                                               |            |   |     |        |        |        |        |        |  |
|  |             | A Menéndez Maceiras M Zekić       | 7                                 | 2           | [10]        |  |  |                  | A Menéndez Maceiras M Zekić       | A Menéndez Maceiras M Zekić       | 6                           | 6                |    |      |            |                                             |            |                                               |            |   |     |        |        |        |        |        |  |
|  |             | R Bonadio G Fonio                 | R Bonadio G Fonio                 | 6           | 6           |  |  |                  | R Bonadio G Fonio                 | R Bonadio G Fonio                 | 2                           | 3                |    |      |            |                                             |            |                                               |            |   |     |        |        |        |        |        |  |
|  | WC          | J Barranco Cosano B Winter Lopez  | J Barranco Cosano B Winter Lopez  | 3           | 4           |  |  |                  |                                   |                                   |                             |                  |    |      |            | A Menéndez Maceiras M Zekić                 | 1          | 7                                             | [8]        |   |     |        |        |        |        |        |  |
|  | 3           | K Drzewiecki P Niklas-Salminen    | K Drzewiecki P Niklas-Salminen    | 4           | 67          |  |  |                  |                                   |                                   | RA Burruchaga F Díaz Acosta | 6                | 65 | [10] |            |                                             |            |                                               |            |   |     |        |        |        |        |        |  |
|  |             | V Durasovic O Virtanen            | V Durasovic O Virtanen            | 6           | 7           |  |  |                  | V Durasovic O Virtanen            | 7                                 | 4                           | [8]              |    |      |            |                                             |            |                                               |            |   |     |        |        |        |        |        |  |
|  |             | RA Burruchaga F Díaz Acosta       | RA Burruchaga F Díaz Acosta       | 6           | 6           |  |  |                  | RA Burruchaga F Díaz Acosta       | 64                                | 6                           | [10]             |    |      |            |                                             |            |                                               |            |   |     |        |        |        |        |        |  |
|  | WC          | J Vance T Whiting                 | J Vance T Whiting                 | 1           | 3           |  |  |                  |                                   |                                   |                             |                  |    |      |            | Román Andrés Burruchaga Facundo Díaz Acosta | 7          | 68                                            | [10]       |   |     |        |        |        |        |        |  |
|  |             | JI Galarza T Lipovšek Puches      | 7                                 | 1           | [1]         |  |  |                  |                                   |                                   |                             |                  |    |      |            |                                             |            | Nicolás Álvarez Varona Alberto Barroso Campos | 5          | 7 | [7] |        |        |        |        |        |  |
|  |             | R Brancaccio S Martos Gornés      | 64                                | 6           | [10]        |  |  |                  | R Brancaccio S Martos Gornés      | R Brancaccio S Martos Gornés      | 3                           | 4                |    |      |            |                                             |            |                                               |            |   |     |        |        |        |        |        |  |
|  |             | N Álvarez Varona A Barroso Campos | 6                                 | 3           | [10]        |  |  |                  | N Álvarez Varona A Barroso Campos | N Álvarez Varona A Barroso Campos | 6                           | 6                |    |      |            |                                             |            |                                               |            |   |     |        |        |        |        |        |  |
|  | 4           | B Arias F Zeballos                | 3                                 | 6           | [2]         |  |  |                  |                                   |                                   |                             |                  |    |      |            | N Álvarez Varona A Barroso Campos           | 67         | 6                                             | [10]       |   |     |        |        |        |        |        |  |
|  |             | A Chepelev MA Jecan               | A Chepelev MA Jecan               | 5           | 3           |  |  |                  |                                   | 2                                 | F Fallert B Stevens         | 7                | 4  | [7]  |            |                                             |            |                                               |            |   |     |        |        |        |        |        |  |
|  |             | U Blanchet L Sanchez              | U Blanchet L Sanchez              | 7           | 6           |  |  |                  | U Blanchet L Sanchez              | U Blanchet L Sanchez              | 6                           | 5                |    |      |            |                                             |            |                                               |            |   |     |        |        |        |        |        |  |
|  |             | Í Cervantes Huegún O Roca Batalla | Í Cervantes Huegún O Roca Batalla | 4           | 0           |  |  | 2                | F Fallert B Stevens               | F Fallert B Stevens               | 7                           | 7                |    |      |            |                                             |            |                                               |            |   |     |        |        |        |        |        |  |
|  | 2           | F Fallert B Stevens               | F Fallert B Stevens               | 6           | 6           |  |  |                  |                                   |                                   |                             |                  |    |      |            |                                             |            |                                               |            |   |     |        |        |        |        |        |  |